# きよしとこの夜
『きよしとこの夜』（きよしとこのよる）は、NHK総合テレビで氷川きよしを司会に迎え、2005年3月28日から2009年3月12日まで放送されていたバラエティ番組である。
2007年度より、放送翌週の16:05 - 16:48及びBS2でも不定期であるが、17:15 - 17:58に時差放送されていた。また、再放送は相撲や国会中継などで放送休止になる場合もあった。

## 概要

### 2005年度
2005年1月7日にパイロット版が放送された。元になった企画は、福岡放送局で氷川と博多華丸・大吉が共演していた番組『f45』だという。2005年度は「月曜劇場」の枠で放送された。
グッチ裕三が大家を務めるアパートを舞台に各界の著名人・芸能人を多数ゲストとして招き歌、コント、トークを展開する内容となっている。また歌謡曲界の大御所である美川憲一、瀬川瑛子がカラスのキャラクター（前者が「おだまり」、後者が「モ〜オ」）の声優をしているのも話題となった。6月13日、ゲストに上沼恵美子が来た時、彼女がファンだという石澤典夫アナが出演した。さらに氷川の隣人として徳田章アナも出演していた。
当初「シリーズドラマ」と1クール（=3カ月）ごとに枠を交代して放送する形式を取り入れており、2005年度は3月28日 - 6月まで、および8月 - 12月に放送する予定となっていたが、2006年1月から放映予定のドラマ枠が土曜ドラマ（土曜日22時から23時）に移動することになったため、1月以後も引き続き放映された。
またNHKホールでの公開収録もあり、2005年度は6月13日収録、8月22日放送と12月1日収録、2006年3月6日、13日に放送された。

### 2006年度
2006年4月の改編から、木曜日の22:45 - 23:30に放送時間を変更した。またこれと同時にタレントのベッキーがレギュラーに加わることになった。これを機に番組の内容も大幅にリニューアルし、それまでのアパートを舞台にしたものから一般的なトークバラエティー形式に変えて毎回ゲストが1 - 2組登場する。1組だけの場合は全編出演。まれに新教養講座のコーナーで2組のゲストがそろって出演することもあった。

#### コーナー
きよしこの味
前半の料理コーナー。ゲストのリクエストに応じて料理愛好家でもあるグッチが実際に料理を作る。
思い出アーカイブス
ゲストのこれまでの人生の節目となった年の主要なニュース資料を映像や写真を使って取り上げて、そこからゲストとの思い出話で盛り上がる。2組のゲストの場合はここから入れ替わる。
新教養講座
今までの教養番組とは一味違う角度から、ちょっとした知識・教養を養おうというコーナー。

### 2007年度
木曜日の22:00 - 22:45に放送時間を変更。氷川以外のレギュラー出演者も続投。

#### コーナー
きよしこの味
#2006年度を参照。
ズンドコタイムトラベル
2006年度のコーナー「思い出アーカイブス」のコーナー名を改名したもの。内容自体は「思い出〜」とほぼ同じ。「ズンドコ〜」のタイトルロゴデザインの書体はテレビアニメ『タイムボカン』のタイトルロゴデザインの書体に類似していた。
- 進行：Take2の深沢邦之と東貴博が交互に担当していた。
- アシスタント（メイド→後にスーツ姿）：長谷川愛
- ナレーション：バッキー木場

新教養講座
#2006年度を参照。番組内で特にコーナー名が言われなくなる。
ベッキーの何のショット?
年度後半からのコーナー。ゲストに関する写真から、トークを展開する。

### 2008年度
番組の基本的なフォーマットに変更なし。

#### コーナー
「といえば」相性チェック
オープニングタイトルの前に行われる。氷川とゲストがベッキーから出される「○○といえば」という質問に一斉に答える。5問やって、答えが一致した個数によって相性を決める。1問一致するごとに20%。以前は、（番組タイトル）といえばゲームだった。
きよしこの味
#2007年度を参照。
ズンドコタイムトラベル
#2007年度を参照。担当は原則として東のみになり、深沢は3回しか出演しなかった。
きよしのドドンパ新聞
ゲストについての情報を書いたパネルを、情報番組のように氷川が紙をめくってトークを展開する。

## レギュラー放送終了とその後
2009年1月21日の放送総局長会見で、「NHK番組たまご」から『地頭クイズ ソクラテスの人事』が採用される旨が明らかにされた。これに伴い2009年3月をもって4年間の放送に幕を下ろした。最終回となる2009年3月12日の放送ではこれまでの放送内容を振り返る総集編が放送された。
2013年10月より歌謡ポップスチャンネルで再放送中。

### 2009年 夏のスペシャル
番組終了後も一般視聴者や氷川ファンから復活を望む声が強かったこともあり、2009年8月28日（金曜日）の19:30 - 20:45に一夜限りのリバイバル企画「きよしとこの夜スペシャル」が放送された。スペシャルでは氷川の他、2008年度までのレギュラー出演者がそのまま出演し、このほかに東貴博、天野ひろゆきもメイン出演者の一員として出演した。
- ゲスト
  - 秋元順子
  - 高橋英樹
  - 辻希美
  - オードリー

### 2010年 夏のスペシャル
2010年8月11日（水曜日）の19:30 - 20:45に「きよしとこの夜2010 歌ってタイムトラベル!」と題して放送。こちらも氷川と2008年度までのレギュラー陣を中心に出演した他、徳田章が進行役として出演した。
- ゲスト
  - 里見浩太朗
  - 天童よしみ
  - 西城秀樹
  - ささきいさお
  - 茉奈 佳奈

### 2011年 夏のスペシャル
2011年8月18日（木曜日）の19:30 - 20:45に「きよしとこの夜2011」と題して放送。こちらも氷川と2008年度までのレギュラー陣を中心に出演した。
- ゲスト
  - 加山雄三
  - 大竹しのぶ
  - 芦田愛菜
  - 小沢一敬

### 2011年 クリスマススペシャル
2011年12月22日（木曜日）の19:30 - 20:45に「きよしとこの夜2011」と題して放送。こちらも氷川と2008年度までのレギュラー陣を中心に出演した。
- ゲスト
  - 市村正親
  - つるの剛士
  - 藤原紀香
  - 鈴木砂羽
  - 高橋みなみ（AKB48）
  - 篠田麻里子（AKB48）
  - 北原里英
  - 梅田彩佳

## DVD
2010年7月21日に「きよしこの味☆セレクション」DVD発売。「きよしこの味」コーナーのみ10編ピックアップ。90分収録。特典音声「いまだから語れる！3人のコメンタリー」が副音声として選べる。
- 発行：NHKエンタープライズ
- 販売元：日本コロムビア株式会社

## 備考
この番組はNHK放送センターにあるテレビスタジオとしては最大のCT-101スタジオで収録されている。かつて『ステージ101』で使われていたスタジオであるが、同番組出身の太田裕美がゲスト出演した際、この事実を知らされ驚いていた。